# 1870년 미국 하원의원 선거
1870년 미국 하원의원 선거는 1870년 미국에서 치러진 하원의원 선거로, 여당인 공화당이 과반을 유지했다

## 선거 결과
| 정당   | 의석수 |
| ------ | ------ |
| 공화당 | 136석  |
| 민주당 | 104석  |
| 무소속 | 3석    |
| 합계   | 243석  |